# Hans von Marées
Hans von Marées (født 24. december 1837 i Elberfeld, død 5. juni 1887 i Rom) var en tysk maler.
Marées studerede på Preußische Akademie der Künste i Berlin under Carl Steffeck, og fortsatte sine studier 1856—64 i München, 1864—70 i Rom, 1870—73 i Berlin og Dresden og var herefter mest i Italien (Neapel, Rom), hvor han fra 1873 tog fast ophold. Marées holdt sig fjernt fra alt udstillingsvæsen, og hvad han malede, gjorde han, med de stærke krav til sine kunstydelser, sjælden færdigt. Hans navn var derfor længe ukendt og upåagtet; det tyske publikum havde dengang en forkærlighed til Carl von Pilotys stil. Senere, efter hans død, blev han som et banner for nye tyske kunstbestræbelser på grund af sin monumentale stilisering, således af menneskelegemet, farvegivning og indtrængende maleriske forståelse og efterfølen af klassisk malerkunst samt udmærkede kopier af Tizian, Rafael, Diego Velázquez. Han malede først portrætter, heste (Heste føres til bad, 1864, Schackgalleriet), ryttere (Hvilende kyrasserer, 1861, Berlins Nationalgalleri). Først studierne i Rom førte ham ret mod dem store stil, med den dekorative monumentale holdning i komposition og farver. Han malede nu især nøgne figurer i enkle landskaber, noget à la Pierre Puvis de Chavannes, men uden dennes sikre ro og af anden farvevirkning; Marées satte sine skønne friske farver op skitsemæssigt, men med stor dekorativ kraft: Ynglinge i Orangelund, Mænd i landskab, Dansende mænd etc. Også antikke myter (Paris’ dom, Helenas Rov, Hesperiderne) og kristne motiver (Maria, Sct. Hubertus). For Neapels Zoologiske Station udførte han i 1873 monumentale fresker. Endelig fra samme tid portrætter: Kunstneren og Lenbach, Adolf von Hildebrand. De fleste af hans værker blev efter hans død skænkede til den bayerske stat (optaget i Schleissheim Slot som et særligt Marées-Galleri). Marées er godt repræsenteret i flere tyske museer; blandt andet i Berlins Nationalgalleri og Hamburger Kunsthalle.

## Galleri
- Hans von Marées, Hvilende kyrasserer, 1861, Alte Nationalgalerie
- Hans von Marées, Kunstneren og Lenbach, 1863, Neue Pinakothek
- Hans von Marées, Adolf von Hildebrand, ca 1867 - 1868, Von der Heydt Museum
- Hans von Marées, Ynglinge i orangelund, 1878/1883, Alte Nationalgalerie
- Hans von Marées, Hesperiderne (Triptykon), 1884, Neue Pinakothek